# Aeroportul Skwentna
Aeroportul Skwentna (IATA: SKW, ICAO: PASW, FAA LID: SKW) este un aeroport din Alaska, Statele Unite ale Americii ce deservește zona Skwentna⁠(d). Aeroportul a fost tranzitat în 2019 de 112 pasageri. A fost numit după zona deservită.
Situat la o altitudine de 45 m, aeroportul dispune de 1 pistă. Este operat de Alaska Department of Transportation & Public Facilities⁠(d).

## Infrastructură

### Piste
Aeroportul dispune de o singură pistă. Pista 10/28 are suprafața de pietriș și dimensiunile 3.400 picioare × 75 picioare. 